# 罗西·米特迈尔
罗莎·安娜·卡塔琳娜·米特迈尔-诺伊鲁特（德語：Rosa Anna Katharina Mittermaier-Neureuther，德語：[ˈʁozi ˈmɪtɐˌmaɪ̯ɐ] ⓘ，1950年8月5日—2023年1月4日）是一名德國女子高山滑雪運動員。她曾代表西德參加1968年、1972年和1976年冬季奧林匹克運動會高山滑雪比賽，獲得二枚金牌和一枚銀牌。
米特邁爾於1967年到1976年參加高山滑雪比賽，在1976年賽季中她獲得兩枚奧運金牌，並在世界錦標賽中排名第一，隨後於該賽季退役。退役後她仍然很受歡迎，為體育事業做廣告，也是一位非小說作家。2006年4月德國體育名人堂成立時，她入選了該名人堂。